# Ъгъл
Ъгъл (или равнинен ъгъл) е геометричен обект, съставен от два лъча с обща начална точка, наричана връх на ъгъла. Често под ъгъл се разбира и големината на ъгъла – числена величина, отразяваща степента на завъртане на единия лъч около върха, така че той да съвпадне с другия.
Евклид определя равнинния ъгъл като наклон, който образуват две пресичащи се прави в равнината една спрямо друга. Според Прокъл един ъгъл трябва да бъде или качество, или количество, или отношение. Първата концепция е използвана от Евдем, който разглежда ъгъла като отклонение от правата линия. Втората е използвана от Карп Антиохийски, който го разглеждал като пространството между две пресичащи се прави. Самият Евклид възприема третата концепция, въпреки че дефинициите му за прав, остър и тъп ъгъл определено са количествени.

## Измерване
За да бъде измерен даден ъгъл θ се построява кръгова дъга с център върха на ъгъла и радиус r. Големината на ъгъла е равна на дължината на дъгата s, разделена на радиуса r и умножена с константа k, зависеща от избраните единици (при k = 1 резултатът би бил в радиани, при k = 180/π – в градуси и т.н.):
{\displaystyle \theta =k{\frac {s}{r}}}
Получената по този начин стойност на θ не зависи от избора на радиус на дъгата, тъй като дължината на дъгата се изменя пропорционално на радиуса и тяхното съотношение остава постоянно.
Обикновено големината на ъгъла се измерва чрез най-малкото завъртане, което води до съвпадане на двата лъча. При този подход големината на ъгъла е между 0 и π. В много случаи, например в тригонометрията, се използват и ъгли между 0 и 2π (пълна окръжност). В повечето случаи ъглите, отличаващи се с цял брой пълни окръжности, могат да се разглеждат като практически еквивалентни. Все пак в някои случаи това не е така. Например, при построяването на крива като спиралата в полярни координати едно допълнително пълно завъртане съответства на напълно различна точка от кривата.

### Положителни и отрицателни ъгли
В математиката и повечето останали области за положителна посока на ъглите се приема тази от първата към втората координатна ос. Така в дясна координатна система положителните ъгли се измерват срещу посоката на часовниковата стрелка, а левите – по посока на часовниковата стрелка. Измерването става от предварително зададена права или, ако няма такава, от първата координатна ос.
В много случаи отрицателният ъгъл −θ е еквивалентен на положителен ъгъл, равен на 2π−θ. Например, завъртане по часовниковата стрелка на 45° (ъгъл -45°) обикновено е практически еквивалентно на завъртане срещу часовниковата стрелка на 360° − 45° (ъгъл 315°).
В триизмерното пространство посоката на часовниковата стрелка няма абсолютен смисъл, поради което посоката на положителните и отрицателни ъгли трябва да бъде дефинирана по друг начин, най-често чрез вектор, преминаващ през върха на ъгъла и перпендикулярен на общата равнина на лъчите, образуващи ъгъла.
В навигацията и геодезията посоките се мерят от север, като се увеличават по часовниковата стрелка, така че например 45 е североизток. Отрицателни стойности не се използват, така че северозапад е 315 (вижте азимут).

### Единици
От гледна точна на анализа на размерността ъгълът е безразмерна величина. Съществуват различни единици за измерване на ъгли, в зависимост от избора на константата k в горната формула. Най-често използваните сред тях са градусът и радианът.
С изключение на радиана, повечето единици са дефинирани така, че пълната окръжност да се равнява на цял брой единици n. Например, при градусите този брой е n = 360. Това означава, че константата в горната формула има стойност k = n/(2π).
Радиан
Радианът е дължината на дъгата, отрязана от ъгъла, разделена на нейния радиус – пълната окръжност е 2π радиана. Това е единицата за измерване на ъгли в Международната система единици (SI), в рамките на която се определя като допълнителна единица. Символът за радиан е rad, но той често се пропуска, особено в математиката, където тази единица е най-често използвана. Поради връзката си с дължината на дъгата, радианите имат някои особени свойства. Например, тригонометричните функции могат да се развият в сравнително прости редове на Тейлър, ако аргументите им са в радиани.
Градус
Градусът е 1/360 от пълната окръжност и се означава с „°“. Градусите могат да се записват като десетични дроби или като се разделят на ъглови минути и ъглови секунди, които са съответно 1/60 и 1/3600 от градуса. Те се използват по традиция, водеща началото си от астрономията в древен Вавилон, където се използва шейсетична бройна система. Предимство на градусите е, че много ъгли, често използвани в елементарната геометрия, имат цели стойности в градуси.
Минутите обикновено се използват в областта на външната балистика, особено когато се работи с имперски единици, тъй като една ъглова минута покрива почти точно 1 инч на 100 ярда (или 1 метър на 1200 m). Всички попадения на пушка, която може да стреля 1 ъглова минута, са в рамките на 1 инч на 100 ярда, 2 инча на 200 ярда и т.н. Ъгловите минути са използвани и в навигацията, като една морска миля се определя грубо, като една ъглова минута на земната повърхност.
Оборот
Оборотът е ъгъл, равен на пълна окръжност. За означаването му се използват различни символи, като {\displaystyle \tau }, rev или rot. Използва се главно в машиностроенето.
Град
Градите, понякога наричани градиани или гони, са ъгли с големина 1/400 от пълната окръжност. Единица, сравнително близка до градуса, но по-близка до десетичната система (1 град е 1/100 от правия ъгъл), градът е използван предимно в геодезията за опростяване на тежките изчисления в триангулацията, извършвани в миналото на ръка.
Мил
Ъгловият мил се равнява приблизително на 1/1000 от радиана, като има няколко различни дефиниции. Тази единица се използва също главно в балистиката.
Румб
Румбът (в морската терминология) се равнява на 1/32 от окръжността, респ. от скалата на компаса (11,25°). Главните посоки на света се наричат главни румбове (съответно N-0 или 360, Е-90, S-180, W-270). Румбовата системата се е използвала във ветроходния флот, но е неточна и е изоставена.
Квадрант
Квадрантът е 1/4 от пълната окръжност (прав ъгъл). Това е единицата, използвана в класическия труд по геометрия на Евклид „Елементи“.
В някои области на техниката, например при описване на наклони на пътища, покриви или тръбопроводи, се използва тангенса от ъгъла на наклона, най-често изразен в проценти. При малки стойности тази величина съвпада с ъгъла в радиани. Например при наклон 5% (0,05) ъгълът е 0,04996 радиана. При по-големи стойности зависимостта между ъгъла и тангенса става силно нелинейна. Този начин на измерване може да се използва само за ъгли до 90 градуса.

### Съотношение между единиците
|          | rad       | °         | grad    | rot        |
| -------- | --------- | --------- | ------- | ---------- |
| 1 rad =  | 1,00000   | 57,2958   | 63,6620 | 0,159155   |
| 1 ° =    | 0,0174533 | 1,00000   | 1,11111 | 0,00277778 |
| 1 grad = | 0,0157080 | 0,9000000 | 1,00000 | 0,00250000 |
| 1 rot =  | 6,28319   | 360,000   | 400,000 | 1,00000    |

## Видове ъгли

### Според градусната мярка
Според големината им, могат да се отличат следните ъгли:
- Нулев ъгъл – този, на който лъчите му съвпадат, т.е. има градусна мярка 0.
- Остър ъгъл – ъгъл, по-малък от правия, т.е. с мярка, по-малка от 90 градуса.
- Прав ъгъл — ъгъл с градусна мярка от 90 градуса, т.е. ъгъл, чиито рамене са взаимно перпендикулярни.
- Тъп ъгъл – ъгъл с градусна мярка повече от 90 градуса.
- Изправен ъгъл – ъгъл с мярка на 180°. Ако един ъгъл е изправен, то лъчите, които го съставят, лежат на една права и са противоположни.
- Съседни ъгли – два ъгъла, които имат общо рамо, а другите им рамене са противоположни лъчи.

### Според взаимното разположение
- Връхни ъгли
- Кръстни ъгли
- Съответни ъгли
- Прилежащи ъгли
- Външен ъгъл

## Друго значение
Ъгъл се нарича и мястото, където се пресичат две страни на даден предмет.